# Liste der Lieder von Taylor Swift
Dies ist eine Liste der aufgenommenen und veröffentlichten Lieder der US-amerikanischen Sängerin Taylor Swift. Die Reihenfolge der Titel ist alphabetisch sortiert. Sie gibt Auskunft über die Urheber, auf welchem Tonträger die Komposition erstmals zu finden ist und das Jahr der Veröffentlichung. Seit 2021 wurden Lieder aus den Alben Red, Fearless, Speak Now, 1989 sowie einzelne Singles neu eingespielt und mit dem Namenszusatz (Taylor’s Version) veröffentlicht.

## Eigenkompositionen

### #
| Titel | Autoren                             | Album                          | Jahr        |
| ----- | ----------------------------------- | ------------------------------ | ----------- |
| 22    | Taylor Swift, Max Martin, Shellback | Red und Red (Taylor’s Version) | 2012 & 2021 |

### A
| Titel                                               | Autoren                                                       | Album                            | Jahr        |
| --------------------------------------------------- | ------------------------------------------------------------- | -------------------------------- | ----------- |
| Afterglow                                           | Taylor Swift, Louis Bell, Adam King Feeney                    | Lover                            | 2019        |
| All Of The Girls You Loved Before                   | Taylor Swift, Louis Bell, Adam King Feeney                    | –                                | 2023        |
| All Too Well                                        | Taylor Swift, Liz Rose                                        | Red und Red (Taylor’s Version)   | 2012 & 2021 |
| All Too Well (10 Minute Version) (Taylor’s Version) | Taylor Swift, Liz Rose                                        | Red (Taylor’s Version)           | 2021        |
| All You Had to Do Was Stay                          | Taylor Swift, Max Martin                                      | 1989 und 1989 (Taylor’s Version) | 2014 & 2023 |
| Anti-Hero                                           | Taylor Swift, Jack Antonoff                                   | Midnights                        | 2022        |
| Anti-Hero (feat. Bleachers)                         | Taylor Swift, Jack Antonoff                                   | –                                | 2022        |
| A Perfectly Good Heart                              | Taylor Swift, Brett James, Troy Verges                        | Taylor Swift                     | 2006        |
| A Place in This World                               | Taylor Swift, Liz Rose, Robert Ellis Orrall, Angelo Petraglia | Taylor Swift                     | 2006        |
| August                                              | Taylor Swift, Jack Antonoff                                   | Folklore                         | 2020        |

### B
| Titel                                      | Autoren                                                                         | Album                                               | Jahr        |
| ------------------------------------------ | ------------------------------------------------------------------------------- | --------------------------------------------------- | ----------- |
| Babe (Sugarland feat. Taylor Swift)        | Taylor Swift, Patrick Monahan                                                   | Bigger                                              | 2018        |
| Babe (Taylor’s Version)                    | Taylor Swift, Patrick Monahan                                                   | Red (Taylor’s Version)                              | 2021        |
| Back to December                           | Taylor Swift                                                                    | Speak Now und Speak Now (Taylor’s Version)          | 2010 & 2023 |
| Bad Blood                                  | Taylor Swift, Max Martin, Shellback                                             | 1989 und 1989 (Taylor’s Version)                    | 2014 & 2023 |
| Beautiful Eyes                             | Taylor Swift                                                                    | Beautiful Eyes                                      | 2008        |
| Beautiful Ghosts                           | Taylor Swift                                                                    | Cats: Highlights from the Motion Picture Soundtrack | 2019        |
| Begin Again                                | Taylor Swift                                                                    | Red und Red (Taylor’s Version)                      | 2012 & 2021 |
| Bejeweled                                  | Taylor Swift, Jack Antonoff                                                     | Midnights                                           | 2022        |
| Better Man                                 | Taylor Swift                                                                    | Red (Taylor’s Version)                              | 2021        |
| Better than Revenge                        | Taylor Swift                                                                    | Speak Now und Speak Now (Taylor’s Version)          | 2010 & 2023 |
| Betty                                      | Taylor Swift, William Bowery                                                    | Folklore                                            | 2020        |
| Bigger Than The Whole Sky                  | Taylor Swift, Jack Antonoff                                                     | Midnights                                           | 2022        |
| Birch (Big Red Machine feat. Taylor Swift) | Aaron Dessner, Bryan Devendorf, Justin Vernon                                   | How Long Do You Think It's Gonna Last?              | 2021        |
| Blank Space                                | Taylor Swift, Max Martin, Shellback                                             | 1989 und 1989 (Taylor’s Version)                    | 2014 & 2023 |
| Both of Us (B.o.B feat. Taylor Swift)      | Bobby Ray Simmons Jr., Taylor Swift, Ammar Malik, Lukasz Gottwald, Henry Walter | Strange Clouds                                      | 2012        |
| Breathe (feat. Colbie Caillat)             | Taylor Swift, Colbie Caillat                                                    | Fearless und Fearless (Taylor’s Version)            | 2008 & 2021 |
| But Daddy I Love Him                       | Taylor Swift, Aaron Dessner                                                     | The Tortured Poets Department                       | 2024        |
| Bye Bye Baby                               | Taylor Swift, Liz Rose                                                          | Fearless (Taylor’s Version)                         | 2021        |

### C
| Titel                                     | Autoren                                                    | Album                                                       | Jahr        |
| ----------------------------------------- | ---------------------------------------------------------- | ----------------------------------------------------------- | ----------- |
| Call It What You Want                     | Taylor Swift, Jack Antonoff                                | Reputation                                                  | 2017        |
| Cardigan                                  | Taylor Swift, Aaron Dessner                                | Folklore                                                    | 2020        |
| Carolina                                  | Taylor Swift                                               | Der Gesang der Flusskrebse                                  | 2022        |
| Cassandra                                 |                                                            | The Tortured Poets Department: The Anthology                | 2024        |
| Castles Crumbling (feat. Hayley Williams) | Taylor Swift                                               | Speak Now (Taylor’s Version)                                | 2023        |
| Champagne Problems                        | Taylor Swift, William Bowery                               | Evermore                                                    | 2020        |
| Change                                    | Taylor Swift                                               | Fearless und Fearless (Taylor’s Version)                    | 2008 & 2021 |
| Chloe or Sam or Sophia or Marcus          |                                                            | The Tortured Poets Department: The Anthology                | 2024        |
| Christmases When You Were Mine            | Taylor Swift, Liz Rose, Nathan Chapman                     | The Taylor Swift Holiday Collection                         | 2007        |
| Christmas Must Be Something More          | Taylor Swift                                               | The Taylor Swift Holiday Collection                         | 2007        |
| Christmas Tree Farm                       | Taylor Swift                                               | –                                                           | 2019        |
| Clara Bow                                 | Taylor Swift, Aaron Dessner                                | The Tortured Poets Department                               | 2024        |
| Clean                                     | Taylor Swift, Imogen Heap                                  | 1989 und 1989 (Taylor’s Version)                            | 2014 & 2023 |
| Closure                                   | Taylor Swift, Aaron Dessner                                | Evermore                                                    | 2020        |
| Cold as You                               | Taylor Swift, Liz Rose                                     | Taylor Swift                                                | 2006        |
| Come Back... Be Here                      | Taylor Swift, Dan Wilson                                   | Red und Red (Taylor’s Version)                              | 2012 & 2021 |
| Come In with the Rain                     | Taylor Swift, Liz Rose                                     | Fearless – Platinum Edition und Fearless (Taylor’s Version) | 2008 & 2021 |
| Coney Island (feat. The National)         | Taylor Swift, Aaron Dessner, William Bowery, Bryce Dessner | Evermore                                                    | 2020        |
| Cornelia Street                           | Taylor Swift                                               | Lover                                                       | 2019        |
| Cowboy Like Me                            | Taylor Swift, Aaron Dessner                                | Evermore                                                    | 2020        |
| Crazier                                   | Taylor Swift, Robert Ellis Orrall                          | Hannah Montana: The Movie                                   | 2009        |
| Cruel Summer                              | Taylor Swift, Jack Antonoff, Annie Clark                   | Lover                                                       | 2019        |

### D
| Titel                       | Autoren                                           | Album                                      | Jahr        |
| --------------------------- | ------------------------------------------------- | ------------------------------------------ | ----------- |
| Dancing with Our Hands Tied | Taylor Swift, Max Martin, Shellback, Oscar Holter | Reputation                                 | 2017        |
| Daylight                    | Taylor Swift                                      | Lover                                      | 2019        |
| Dear John                   | Taylor Swift                                      | Speak Now und Speak Now (Taylor’s Version) | 2010 & 2023 |
| Dear Reader                 | Taylor Swift, Jack Antonoff                       | Midnights                                  | 2022        |
| Death by a Thousand Cuts    | Taylor Swift, Jack Antonoff                       | Lover                                      | 2019        |
| Delicate                    | Taylor Swift, Max Martin, Shellback               | Reputation                                 | 2017        |
| Don’t Blame Me              | Taylor Swift, Max Martin, Shellback               | Reputation                                 | 2017        |
| Don’t You                   | Taylor Swift, Tommy Lee James                     | Fearless (Taylor’s Version)                | 2021        |
| Dorothea                    | Taylor Swift, Aaron Dessner                       | Evermore                                   | 2020        |
| Down Bad                    | Taylor Swift, Jack Antonoff                       | The Tortured Poets Department              | 2024        |
| Dress                       | Taylor Swift, Jack Antonoff                       | Reputation                                 | 2017        |

### E
| Titel                                     | Autoren                                                            | Album                                                                              | Jahr        |
| ----------------------------------------- | ------------------------------------------------------------------ | ---------------------------------------------------------------------------------- | ----------- |
| Electric Touch (feat. Fall Out Boy)       | Taylor Swift                                                       | Speak Now (Taylor’s Version)                                                       | 2023        |
| Enchanted                                 | Taylor Swift                                                       | Speak Now und Speak Now (Taylor’s Version)                                         | 2010 & 2023 |
| End Game (feat. Ed Sheeran & Future)      | Taylor Swift, Max Martin, Shellback, Ed Sheeran, Nayvadius Wilburn | Reputation                                                                         | 2017        |
| Epiphany                                  | Taylor Swift, Aaron Dessner                                        | Folklore                                                                           | 2020        |
| Evermore (feat. Bon Iver)                 | Taylor Swift, William Bowery, Justin Vernon                        | Evermore                                                                           | 2020        |
| Everything Has Changed (feat. Ed Sheeran) | Taylor Swift, Ed Sheeran                                           | Red und Red (Taylor’s Version)                                                     | 2012 & 2021 |
| Exile (feat. Bon Iver)                    | Taylor Swift, William Bowery, Justin Vernon                        | Folklore                                                                           | 2020        |
| Eyes Open                                 | Taylor Swift                                                       | The Hunger Games: Songs from District 12 and Beyond und als neueingespielte Single | 2012 & 2023 |

### F
| Titel                                     | Autoren                                  | Album                                    | Jahr        |
| ----------------------------------------- | ---------------------------------------- | ---------------------------------------- | ----------- |
| False God                                 | Taylor Swift, Jack Antonoff              | Lover                                    | 2019        |
| Fearless                                  | Taylor Swift, Liz Rose, Hillary Lindsey  | Fearless und Fearless (Taylor’s Version) | 2008 & 2021 |
| Fifteen                                   | Taylor Swift                             | Fearless und Fearless (Taylor’s Version) | 2008 & 2021 |
| Florida!!! (feat. Florence + the Machine) | Taylor Swift, Florence Welch             | The Tortured Poets Department            | 2024        |
| Foolish One                               | Taylor Swift                             | Speak Now (Taylor’s Version)             | 2023        |
| Forever & Always                          | Taylor Swift                             | Fearless und Fearless (Taylor’s Version) | 2008 & 2021 |
| Forever Winter                            | Taylor Swift, Mark Foster                | Red (Taylor’s Version)                   | 2021        |
| Fortnight (feat. Post Malone)             | Taylor Swift, Jack Antonoff, Austin Post | The Tortured Poets Department            | 2024        |
| Fresh Out the Slammer                     | Taylor Swift, Jack Antonoff              | The Tortured Poets Department            | 2024        |

### G
| Titel                                      | Autoren                                                                   | Album                                     | Jahr        |
| ------------------------------------------ | ------------------------------------------------------------------------- | ----------------------------------------- | ----------- |
| Gasoline (Remix) (Haim feat. Taylor Swift) | Danielle Haim, Este Haim, Alena Haim, Rostam Batmanglij, Ariel Rechtshaid | Women in Music Pt. III (Expanded edition) | 2021        |
| Getaway Car                                | Taylor Swift, Jack Antonoff                                               | Reputation                                | 2017        |
| Girl at Home                               | Taylor Swift                                                              | Red und Red (Taylor’s Version)            | 2012 & 2021 |
| Glitch                                     | Taylor Swift, Jack Antonoff, Sam Dew, Mark Spears                         | Midnights                                 | 2022        |
| Gold Rush                                  | Taylor Swift, Jack Antonoff                                               | Evermore                                  | 2020        |
| Gorgeous                                   | Taylor Swift, Max Martin, Shellback                                       | Reputation                                | 2017        |
| Guilty as Sin?                             | Taylor Swift, Jack Antonoff                                               | The Tortured Poets Department             | 2024        |

### H
| Titel                                                            | Autoren                                          | Album                                                             | Jahr        |
| ---------------------------------------------------------------- | ------------------------------------------------ | ----------------------------------------------------------------- | ----------- |
| Half of My Heart (John Mayer feat. Taylor Swift)                 | John Mayer                                       | Battle Studies                                                    | 2009        |
| Happiness                                                        | Taylor Swift, Aaron Dessner                      | Evermore                                                          | 2020        |
| Haunted                                                          | Taylor Swift                                     | Speak Now und Speak Now (Taylor’s Version)                        | 2010 & 2023 |
| Hey Stephen                                                      | Taylor Swift                                     | Fearless und Fearless (Taylor’s Version)                          | 2008 & 2021 |
| High Infidelity                                                  | Taylor Swift, Aaron Dessner                      | Midnights                                                         | 2022        |
| Highway Don’t Care (Tim McGraw & Taylor Swift feat. Keith Urban) | Mark Irwin, Josh Kear, Brad Warren, Brett Warren | Two Lanes of Freedom                                              | 2013        |
| Hits Different                                                   | Taylor Swift, Jack Antonoff, Aaron Dessner       | Midnights (Lavender Edition) und Midnights (The Til Dawn Edition) | 2022        |
| Hoax                                                             | Taylor Swift, Aaron Dessner                      | Folklore                                                          | 2020        |
| Holy Ground                                                      | Taylor Swift                                     | Red und Red (Taylor’s Version)                                    | 2012 & 2021 |
| How Did It End?                                                  |                                                  | The Tortured Poets Department: The Anthology                      | 2024        |
| How You Get the Girl                                             | Taylor Swift, Max Martin, Shellback              | 1989 und 1989 (Taylor’s Version)                                  | 2014 & 2023 |

### I
| Titel                                            | Autoren                                             | Album                                                      | Jahr        |
| ------------------------------------------------ | --------------------------------------------------- | ---------------------------------------------------------- | ----------- |
| I Almost Do                                      | Taylor Swift                                        | Red und Red (Taylor’s Version)                             | 2012 & 2021 |
| I Bet You Think About Me (feat. Chris Stapleton) | Taylor Swift, Lori McKenna                          | Red (Taylor’s Version)                                     | 2021        |
| I Can Do It With a Broken Heart                  | Taylor Swift, Jack Antonoff                         | The Tortured Poets Department                              | 2024        |
| I Can Fix Him (No Really I Can)                  | Taylor Swift, Jack Antonoff                         | The Tortured Poets Department                              | 2024        |
| I Can See You                                    | Taylor Swift                                        | Speak Now (Taylor’s Version)                               | 2023        |
| I Did Something Bad                              | Taylor Swift, Max Martin, Shellback                 | Reputation                                                 | 2017        |
| I Don’t Wanna Live Forever (mit Zayn)            | Taylor Swift, Jack Antonoff, Sam Dew                | Fifty Shades of Grey – Gefährliche Liebe (O.S.T.)          | 2016        |
| I Forgot That You Existed                        | Taylor Swift, Louis Bell, Adam King Feeney          | Lover                                                      | 2019        |
| I Hate It Here                                   |                                                     | The Tortured Poets Department: The Anthology               | 2024        |
| I Look in People’s Windows                       |                                                     | The Tortured Poets Department: The Anthology               | 2024        |
| If This Was a Movie                              | Taylor Swift, Martin Johnson                        | Speak Now und The More Fearless (Taylor’s Version) Chapter | 2010 & 2023 |
| I Heart ?                                        | Taylor Swift                                        | Taylor Swift                                               | 2006        |
| I Knew You Were Trouble                          | Taylor Swift, Max Martin, Shellback                 | Red und Red (Taylor’s Version)                             | 2012 & 2021 |
| I Know Places                                    | Taylor Swift, Ryan Tedder                           | 1989 und 1989 (Taylor’s Version)                           | 2014 & 2023 |
| Illicit Affairs                                  | Taylor Swift, Jack Antonoff                         | Folklore                                                   | 2020        |
| I’m Only Me When I’m with You                    | Taylor Swift, Robert Ellis Orrall, Angelo Petraglia | Taylor Swift                                               | 2006        |
| imgonnagetyouback                                |                                                     | The Tortured Poets Department: The Anthology               | 2024        |
| Innocent                                         | Taylor Swift                                        | Speak Now und Speak Now (Taylor’s Version)                 | 2010 & 2023 |
| Invisible                                        | Taylor Swift, Robert Ellis Orrall                   | Taylor Swift                                               | 2006        |
| Invisible String                                 | Taylor Swift, Aaron Dessner                         | Folklore                                                   | 2020        |
| Is It Over Now?                                  | Taylor Swift, Jack Antonoff                         | 1989 (Taylor’s Version)                                    | 2023        |
| I Think He Knows                                 | Taylor Swift, Jack Antonoff                         | Lover                                                      | 2019        |
| It’s Nice to Have a Friend                       | Taylor Swift, Louis Bell, Adam King Feeney          | Lover                                                      | 2019        |
| It’s Time to Go                                  | Taylor Swift, Aaron Dessner                         | Evermore                                                   | 2020        |
| Ivy                                              | Taylor Swift, Aaron Dessner, Jack Antonoff          | Evermore                                                   | 2020        |
| I Wish You Would                                 | Taylor Swift, Jack Antonoff                         | 1989 und 1989 (Taylor’s Version)                           | 2014 & 2023 |

### J
| Titel          | Autoren      | Album                                                       | Jahr        |
| -------------- | ------------ | ----------------------------------------------------------- | ----------- |
| Jump Then Fall | Taylor Swift | Fearless – Platinum Edition und Fearless (Taylor’s Version) | 2008 & 2021 |

### K
| Titel                           | Autoren                                                                   | Album                            | Jahr |
| ------------------------------- | ------------------------------------------------------------------------- | -------------------------------- | ---- |
| Karma                           | Taylor Swift, Jack Antonoff, Mark Spears, Jahaan Akil Sweet, Keanu Torres | Midnights                        | 2022 |
| Karma (Remix) (feat. Ice Spice) | Taylor Swift, Jack Antonoff, Mark Spears, Jahaan Akil Sweet, Keanu Torres | Midnights (The Til Dawn Edition) | 2023 |
| King of My Heart                | Taylor Swift, Max Martin, Shellback                                       | Reputation                       | 2017 |

### L
| Titel                              | Autoren                                                                           | Album                                      | Jahr        |
| ---------------------------------- | --------------------------------------------------------------------------------- | ------------------------------------------ | ----------- |
| Labyrinth                          | Taylor Swift, Jack Antonoff                                                       | Midnights                                  | 2022        |
| Last Christmas                     | George Michael                                                                    | The Taylor Swift Holiday Collection        | 2007        |
| Last Kiss                          | Taylor Swift                                                                      | Speak Now und Speak Now (Taylor’s Version) | 2010 & 2023 |
| Lavender Haze                      | Taylor Swift, Jack Antonoff, Zoë Kravitz, Mark Spears, Jahaan Akil Sweet, Sam Dew | Midnights                                  | 2022        |
| loml                               | Taylor Swift, Aaron Dessner                                                       | The Tortured Poets Department              | 2024        |
| London Boy                         | Taylor Swift, Jack Antonoff, Cautious Clay, Mark Spears                           | Lover                                      | 2019        |
| Long Live                          | Taylor Swift                                                                      | Speak Now und Speak Now (Taylor’s Version) | 2010 & 2023 |
| Long Story Short                   | Taylor Swift, Aaron Dessner                                                       | Evermore                                   | 2020        |
| Look What You Made Me Do           | Taylor Swift, Jack Antonoff, Richard Fairbrass, Fred Fairbrass, Rob Manzoli       | Reputation                                 | 2017        |
| Lover                              | Taylor Swift                                                                      | Lover                                      | 2019        |
| Lover (Remix) (feat. Shawn Mendes) | Taylor Swift                                                                      | —                                          | 2019        |
| Love Story                         | Taylor Swift                                                                      | Fearless und Fearless (Taylor’s Version)   | 2008 & 2021 |

### M
| Titel                                  | Autoren                                 | Album                                      | Jahr        |
| -------------------------------------- | --------------------------------------- | ------------------------------------------ | ----------- |
| Mad Woman                              | Taylor Swift, Aaron Dessner             | Folklore                                   | 2020        |
| Marjorie                               | Taylor Swift, Aaron Dessner             | Evermore                                   | 2020        |
| Maroon                                 | Taylor Swift, Jack Antonoff             | Midnights                                  | 2022        |
| Mary’s Song (Oh My My My)              | Taylor Swift, Liz Rose, Brian Maher     | Taylor Swift                               | 2006        |
| Mastermind                             | Taylor Swift, Jack Antonoff             | Midnights                                  | 2022        |
| Me! (feat. Brendon Urie)               | Taylor Swift, Joel Little, Brendon Urie | Lover                                      | 2019        |
| Mean                                   | Taylor Swift                            | Speak Now und Speak Now (Taylor’s Version) | 2010 & 2023 |
| Message in a Bottle                    | Taylor Swift, Max Martin, Shellback     | Red (Taylor’s Version)                     | 2021        |
| Midnight Rain                          | Taylor Swift, Jack Antonoff             | Midnights                                  | 2022        |
| Mine                                   | Taylor Swift                            | Speak Now und Speak Now (Taylor’s Version) | 2010 & 2023 |
| Mirrorball                             | Taylor Swift, Jack Antonoff             | Folklore                                   | 2020        |
| Miss Americana & the Heartbreak Prince | Taylor Swift, Joel Little               | Lover                                      | 2019        |
| Mr. Perfectly Fine                     | Taylor Swift                            | Fearless (Taylor’s Version)                | 2021        |
| My Boy Only Breaks His Favorite Toys   | Taylor Swift                            | The Tortured Poets Department              | 2024        |
| My Tears Ricochet                      | Taylor Swift                            | Folklore                                   | 2020        |

### N
| Titel                               | Autoren                             | Album                                      | Jahr        |
| ----------------------------------- | ----------------------------------- | ------------------------------------------ | ----------- |
| Never Grow Up                       | Taylor Swift                        | Speak Now und Speak Now (Taylor’s Version) | 2010 & 2023 |
| New Romantics                       | Taylor Swift, Max Martin, Shellback | 1989 und 1989 (Taylor’s Version)           | 2014 & 2023 |
| New Year’s Day                      | Taylor Swift, Jack Antonoff         | Reputation                                 | 2017        |
| No Body, No Crime (feat. Haim)      | Taylor Swift                        | Evermore                                   | 2020        |
| Nothing New (feat. Phoebe Bridgers) | Taylor Swift                        | Red (Taylor’s Version)                     | 2021        |
| Now That We Don’t Talk              | Taylor Swift, Jack Antonoff         | 1989 (Taylor’s Version)                    | 2023        |

### O
| Titel            | Autoren                     | Album                                      | Jahr        |
| ---------------- | --------------------------- | ------------------------------------------ | ----------- |
| Only the Young   | Taylor Swift                | –                                          | 2020        |
| Ours             | Taylor Swift                | Speak Now und Speak Now (Taylor’s Version) | 2010 & 2023 |
| Our Song         | Taylor Swift                | Taylor Swift                               | 2006        |
| Out of the Woods | Taylor Swift, Jack Antonoff | 1989 und 1989 (Taylor’s Version)           | 2014 & 2023 |

### P
| Titel           | Autoren                     | Album                                        | Jahr |
| --------------- | --------------------------- | -------------------------------------------- | ---- |
| Paper Rings     | Taylor Swift, Jack Antonoff | Lover                                        | 2019 |
| Paris           | Taylor Swift, Jack Antonoff | Midnights                                    | 2022 |
| Peace           | Taylor Swift, Aaron Dessner | Folklore                                     | 2020 |
| Peter           |                             | The Tortured Poets Department: The Anthology | 2024 |
| Picture to Burn | Taylor Swift, Liz Rose      | Taylor Swift                                 | 2006 |

### Q
| Titel      | Autoren                     | Album     | Jahr |
| ---------- | --------------------------- | --------- | ---- |
| Question…? | Taylor Swift, Jack Antonoff | Midnights | 2022 |

### R
| Titel                                         | Autoren                                         | Album                                                   | Jahr        |
| --------------------------------------------- | ----------------------------------------------- | ------------------------------------------------------- | ----------- |
| …Ready for It?                                | Taylor Swift, Max Martin, Shellback, Ali Payami | Reputation                                              | 2017        |
| Red                                           | Taylor Swift                                    | Red und Red (Taylor’s Version)                          | 2012 & 2021 |
| Regenade (Big Red Machine feat. Taylor Swift) | Aaron Dessner, Taylor Swift                     | How Long Do You Think It's Gonna Last?                  | 2021        |
| Right Where You Left Me                       | Taylor Swift, Aaron Dessner                     | Evermore                                                | 2020        |
| Robin                                         |                                                 | The Tortured Poets Department: The Anthology            | 2024        |
| Ronan                                         | Taylor Swift, Maya Thompson                     | Red (Taylor’s Version) (vor 2021 als Single erhältlich) | 2012 & 2021 |
| Run (feat. Ed Sheeran)                        | Taylor Swift, Ed Sheeran                        | Red (Taylor’s Version)                                  | 2021        |

### S
| Titel                                                            | Autoren                                                     | Album                                                       | Jahr        |
| ---------------------------------------------------------------- | ----------------------------------------------------------- | ----------------------------------------------------------- | ----------- |
| Sad Beautiful Tragic                                             | Taylor Swift                                                | Red und Red (Taylor’s Version)                              | 2012 & 2021 |
| Safe & Sound (Taylor’s Version) (feat. Joy Williams)             | Taylor Swift, Joy Williams, John Paul White, T-Bone Burnett | –                                                           | 2023        |
| Safe & Sound (feat. The Civil Wars)                              | Taylor Swift, Joy Williams, John Paul White, T-Bone Burnett | The Hunger Games: Songs from District 12 and Beyond         | 2011        |
| Santa Baby                                                       | Joan Ellen Javits, Philip Springer, Tony Springer           | The Taylor Swift Holiday Collection                         | 2007        |
| Say Don’t Go                                                     | Taylor Swift, Diane Warren                                  | 1989 (Taylor’s Version)                                     | 2023        |
| Seven                                                            | Taylor Swift, Aaron Dessner                                 | Folklore                                                    | 2020        |
| Shake It Off                                                     | Taylor Swift, Max Martin, Shellback                         | 1989 und 1989 (Taylor’s Version)                            | 2014 & 2023 |
| Should’ve Said No                                                | Taylor Swift                                                | Taylor Swift                                                | 2006        |
| Silent Night                                                     | Joseph Mohr, Franz Xaver Gruber                             | The Taylor Swift Holiday Collection                         | 2007        |
| "Slut!"                                                          | Taylor Swift, Jack Antonoff, Patrik Berger                  | 1989 (Taylor’s Version)                                     | 2023        |
| Snow on the Beach (feat. Lana Del Rey)                           | Taylor Swift, Lana Del Rey, Jack Antonoff                   | Midnights                                                   | 2022        |
| Snow on the Beach (feat. More Lana Del Rey) (feat. Lana Del Rey) | Taylor Swift, Lana Del Rey, Jack Antonoff                   | Midnights (The Til Dawn Edition)                            | 2023        |
| So High School                                                   |                                                             | The Tortured Poets Department: The Anthology                | 2024        |
| So It Goes…                                                      | Taylor Swift, Max Martin, Shellback, Oscar Görres           | Reputation                                                  | 2017        |
| So Long, London                                                  | Taylor Swift, Aaron Dessner                                 | The Tortured Poets Department                               | 2024        |
| Soon You’ll Get Better (feat. Dixie Chicks)                      | Taylor Swift, Jack Antonoff                                 | Lover                                                       | 2019        |
| Sparks Fly                                                       | Taylor Swift                                                | Speak Now und Speak Now (Taylor’s Version)                  | 2010 & 2023 |
| Speak Now                                                        | Taylor Swift                                                | Speak Now und Speak Now (Taylor’s Version)                  | 2010 & 2023 |
| Starlight                                                        | Taylor Swift                                                | Red und Red (Taylor’s Version)                              | 2012 & 2021 |
| State of Grace                                                   | Taylor Swift                                                | Red und Red (Taylor’s Version)                              | 2012 & 2021 |
| Stay Beautiful                                                   | Taylor Swift, Liz Rose                                      | Taylor Swift                                                | 2006        |
| Stay Stay Stay                                                   | Taylor Swift                                                | Red und Red (Taylor’s Version)                              | 2012 & 2021 |
| Style                                                            | Taylor Swift, Max Martin, Shellback, Ali Payami             | 1989 und 1989 (Taylor’s Version)                            | 2014 & 2023 |
| Suburban Legends                                                 | Taylor Swift, Jack Antonoff                                 | 1989 (Taylor’s Version)                                     | 2023        |
| Superman                                                         | Taylor Swift                                                | Speak Now und Speak Now (Taylor’s Version)                  | 2010 & 2023 |
| Superstar                                                        | Taylor Swift, Liz Rose                                      | Fearless – Platinum Edition und Fearless (Taylor’s Version) | 2008 & 2021 |
| Sweeter than Fiction                                             | Taylor Swift, Jack Antonoff                                 | One Chance Soundtrack und 1989 (Taylor’s Version)           | 2013 & 2023 |
| Sweet Nothing                                                    | Taylor Swift, „William Bowery“ (Joe Alwyn)                  | Midnights                                                   | 2022        |

### T
| Titel                                                       | Autoren                                                         | Album                                                       | Jahr        |
| ----------------------------------------------------------- | --------------------------------------------------------------- | ----------------------------------------------------------- | ----------- |
| Teardrops on My Guitar                                      | Taylor Swift, Liz Rose                                          | Taylor Swift                                                | 2006        |
| Tell Me Why                                                 | Taylor Swift, Liz Rose                                          | Fearless und Fearless (Taylor’s Version)                    | 2008 & 2021 |
| thanK you aIMee                                             |                                                                 | The Tortured Poets Department: The Anthology                | 2024        |
| That's When (feat. Keith Urban)                             | Taylor Swift, Brad Warren, Brett Waren                          | Fearless (Taylor’s Version)                                 | 2021        |
| The 1                                                       | Taylor Swift, Aaron Dessner                                     | Folklore                                                    | 2020        |
| The Albatross                                               |                                                                 | The Tortured Poets Department                               | 2024        |
| The Alchemy                                                 | Taylor Swift, Jack Antonoff                                     | The Tortured Poets Department                               | 2024        |
| The Archer                                                  | Taylor Swift, Jack Antonoff                                     | Lover                                                       | 2019        |
| The Best Day                                                | Taylor Swift                                                    | Fearless und Fearless (Taylor’s Version)                    | 2008 & 2021 |
| The Black Dog                                               |                                                                 | The Tortured Poets Department                               | 2024        |
| The Bolter                                                  |                                                                 | The Tortured Poets Department                               | 2024        |
| The Great War                                               | Taylor Swift, Aaron Dessner                                     | Midnights                                                   | 2022        |
| The Joker and the Queen (Ed Sheeran feat. Taylor Swift)     | Ed Sheeran, Taylor Swift, Johnny McDaid, Sam Roman, Fred Gibson | /                                                           | 2022        |
| The Lakes                                                   | Taylor Swift, Aaron Dessner                                     | Folklore                                                    | 2020        |
| The Last Great American Dynasty                             | Taylor Swift, Aaron Dessner                                     | Folklore                                                    | 2020        |
| The Last Time (feat. Gary Lightbody)                        | Taylor Swift, Gary Lightbody, Jacknife Lee                      | Red und Red (Taylor’s Version)                              | 2012 & 2021 |
| The Lucky One                                               | Taylor Swift                                                    | Red und Red (Taylor’s Version)                              | 2012 & 2021 |
| The Man                                                     | Taylor Swift, Joel Little                                       | Lover                                                       | 2019        |
| The Manuscript                                              |                                                                 | The Tortured Poets Department                               | 2024        |
| The Moment I Knew                                           | Taylor Swift                                                    | Red und Red (Taylor’s Version)                              | 2012 & 2021 |
| The Other Side of the Door                                  | Taylor Swift                                                    | Fearless – Platinum Edition und Fearless (Taylor’s Version) | 2008 & 2021 |
| The Outside                                                 | Taylor Swift                                                    | Taylor Swift                                                | 2006        |
| The Prophecy                                                |                                                                 | The Tortured Poets Department: The Anthology                | 2024        |
| The Smallest Man Who Ever Lived                             | Taylor Swift, Aaron Dessner                                     | The Tortured Poets Department                               | 2024        |
| The Story of Us                                             | Taylor Swift                                                    | Speak Now und Speak Now (Taylor’s Version)                  | 2010 & 2023 |
| The Tortured Poets Department                               | Taylor Swift, Jack Antonoff                                     | The Tortured Poets Department                               | 2024        |
| The Very First Night                                        | Taylor Swift, Amund Bjørklund, Espen Lind                       | Red (Taylor’s Version)                                      | 2021        |
| The Way I Loved You                                         | Taylor Swift, John Rich                                         | Fearless und Fearless (Taylor’s Version)                    | 2008 & 2021 |
| This Is Me Trying                                           | Taylor Swift, Jack Antonoff                                     | Folklore                                                    | 2020        |
| This Is Why We Can’t Have Nice Things                       | Taylor Swift, Jack Antonoff                                     | Reputation                                                  | 2017        |
| This Love                                                   | Taylor Swift                                                    | 1989 und 1989 (Taylor’s Version)                            | 2014 & 2022 |
| Tied Together with a Smile                                  | Taylor Swift, Liz Rose                                          | Taylor Swift                                                | 2006        |
| Tim McGraw                                                  | Taylor Swift, Liz Rose                                          | Taylor Swift                                                | 2006        |
| Timeless                                                    | Taylor Swift                                                    | Speak Now (Taylor’s Version)                                | 2023        |
| Tis the Damn Season                                         | Taylor Swift, Aaron Dessner                                     | Evermore                                                    | 2020        |
| Today Was a Fairytale                                       | Taylor Swift                                                    | Valentine’s Day und Fearless (Taylor’s Version)             | 2010 & 2021 |
| Tolerate It                                                 | Taylor Swift, Aaron Dessner                                     | Evermore                                                    | 2020        |
| Treacherous                                                 | Taylor Swift, Dan Wilson                                        | Red und Red (Taylor’s Version)                              | 2012 & 2021 |
| Two Is Better than One (Boys Like Girls feat. Taylor Swift) | Taylor Swift, Martin Johnson                                    | Love Drunk                                                  | 2009        |

### U
| Titel                                 | Autoren                                                     | Album                                                       | Jahr        |
| ------------------------------------- | ----------------------------------------------------------- | ----------------------------------------------------------- | ----------- |
| Untouchable                           | Taylor Swift, Cary Barlowe, Nathan Barlowe, Tommy Lee James | Fearless – Platinum Edition und Fearless (Taylor’s Version) | 2008 & 2021 |
| Us (Gracie Abrams feat. Taylor Swift) | Gracie Abrams, Taylor Swift, Aaron Dessner                  | The Secret of Us                                            | 2024        |

### V
| Titel          | Autoren      | Album     | Jahr |
| -------------- | ------------ | --------- | ---- |
| Vigilante Shit | Taylor Swift | Midnights | 2022 |

### W
| Titel                                   | Autoren                             | Album                                    | Jahr        |
| --------------------------------------- | ----------------------------------- | ---------------------------------------- | ----------- |
| We Are Never Ever Getting Back Together | Taylor Swift, Max Martin, Shellback | Red und Red (Taylor’s Version)           | 2012 & 2021 |
| We Were Happy (feat. Keith Urban)       | Taylor Swift, Liz Rose              | Fearless (Taylor’s Version)              | 2021        |
| Welcome to New York                     | Taylor Swift, Ryan Tedder           | 1989 und 1989 (Taylor’s Version)         | 2014 & 2023 |
| When Emma Falls in Love                 | Taylor Swift                        | Speak Now (Taylor’s Version)             | 2023        |
| White Christmas                         | Irving Berlin                       | The Taylor Swift Holiday Collection      | 2007        |
| White Horse                             | Taylor Swift, Liz Rose              | Fearless und Fearless (Taylor’s Version) | 2006 & 2021 |
| Who’s Afraid of Little Old Me?          | Taylor Swift                        | The Tortured Poets Department            | 2024        |
| Wildest Dreams                          | Taylor Swift, Max Martin, Shellback | 1989 und 1989 (Taylor’s Version)         | 2014 & 2021 |
| Willow                                  | Taylor Swift, Aaron Dessner         | Evermore                                 | 2020        |
| Wonderland                              | Taylor Swift, Max Martin, Shellback | 1989 und 1989 (Taylor’s Version)         | 2014 & 2023 |
| Would've, Could've, Should've           | Taylor Swift, Aaron Dessner         | Midnights                                | 2022        |

### Y
| Titel                                | Autoren                       | Album                                    | Jahr        |
| ------------------------------------ | ----------------------------- | ---------------------------------------- | ----------- |
| You All Over Me (feat. Maren Morris) | Taylor Swift, Scooter Carusoe | Fearless (Taylor’s Version)              | 2021        |
| You Are in Love                      | Taylor Swift, Jack Antonoff   | 1989 und 1989 (Taylor’s Version)         | 2014 & 2023 |
| You Belong with Me                   | Taylor Swift, Liz Rose        | Fearless und Fearless (Taylor’s Version) | 2008 & 2021 |
| You Need to Calm Down                | Taylor Swift, Joel Little     | Lover                                    | 2019        |
| You’re Losing Me                     | Taylor Swift, Jack Antonoff   | Midnights (Late Night Edition)           | 2023        |
| You’re Not Sorry                     | Taylor Swift                  | Fearless und Fearless (Taylor’s Version) | 2008 & 2021 |
| You're On Your Own, Kid              | Taylor Swift, Jack Antonoff   | Midnights                                | 2022        |